# Te cunosc de undeva! (sezonul 21)
Sezonul 21 al emisiunii de divertisment Te cunosc de undeva! a debutat la Antena 1 pe 15 februarie 2025.
Emisiunea este prezentată de Alina Pușcaș și Pepe.
Juriul este format din Ilona Brezoianu, Mihai Petre, Ozana Barabancea și Aurelian Temișan.
Câștigătorii sezonului 21 sunt Mark Stam și Cristian Porcari.

## Format
Emisiunea constă în provocarea unor celebrități de a interpreta diferiți artiști muzicali săptămânal, aleși de către o "ruletă". Artiștii sunt apoi notați de către juriu.
Fiecare cuplu "se transformă" în alt artist în fiecare săptămână și interpretează o piesă muzicală, de asemenea acesta trebuie să și interpreteze dansul artistului respectiv. "Ruleta" poate să aleagă orice artist tânăr sau bătrân sau chiar un artist de sex opus sau decedat. Fiecare jurat va putea acorda, o singură dată pe sezon, un bonus de 100 de puncte unui cuplu, bonus care poate produce schimbări drastice în clasament. Totodată, cei doi prezentatori au și ei un bonus de 100 de puncte pe care îl pot oferi unei echipe.
La momentul extragerii următoarei melodii, un cuplu va putea primi doar un semn de întrebare pe led-urile din platou și un sunet distorsionat. Aceștia vor afla piesa misterioasă abia în repetițile ediției următoare.

## Cupluri de vedete
- Alexandra Ungureanu & Keo
- Cristina Ciobănașu & Bianca Purcarea
- Doinița Oancea & Marian Capet
- Emy Alupei & Laila Hafiz
- Ioana State & Tudor Ionescu
- Mark Stam & Cristian Porcari
- Nick & Sali Levent (edițiile 1-10)
- Oana Matache & Radu Siffredi

## Interpretări
Legendă:
     Câștigător
| Concurenți                           | Ediția 1                       | Ediția 2                        | Ediția 3                         | Ediția 4                                       | Ediția 5                     | Ediția 6                        | Ediția 7                            | Ediția 8             |
| ------------------------------------ | ------------------------------ | ------------------------------- | -------------------------------- | ---------------------------------------------- | ---------------------------- | ------------------------------- | ----------------------------------- | -------------------- |
| Alexandra Ungureanu & Keo            | Lucio Dalla                    | Katy Perry & Daddy Yankee       | Madonna                          | Bon Jovi                                       | Chiranjeevi                  | Cher                            | Vlăduța Lupău & Sandu Ciorbă        | Benson Boone         |
| Cristina Ciobănașu & Bianca Purcarea | Christina Aguilera             | Twisted Sister                  | Emilian Crețu                    | Frozen                                         | Staffi et Ses Mustafa's      | Mc Fioti                        | Annie Lennox                        | Iraida & Puya        |
| Doinița Oancea & Marian Capet        | Carmen Miranda                 | Megan Thee Stallion & Cardi B   | Azur                             | Klemen Slakonja                                | N&D                          | Elio                            | The Little Mermaid                  | Romina Power         |
| Emy Alupei & Laila Hafiz             | Ed Sheeran                     | Diana Matei & Leo de la Roșiori | Dolly Parton                     | Jennifer Lopez                                 | Ivo Pešák & Ivan Mládek      | Irina Loghin & Benone Sinulescu | Camila Cabello & Young Thug         | Pet Shop Boys        |
| Ioana State & Tudor Ionescu          | Corina Chiriac                 | Shania Twain & Martin Short     | Die Mayrhofner                   | Netta                                          | Tina Turner                  | Charles Aznavour                | Lady Gaga                           | Elton John & RuPaul  |
| Mark Stam & Cristian Porcari         | Bruno Mars & Rosé              | Robbie Williams                 | Rihanna & Britney Spears         | Viorica de la Clejani & Ionuț Dolănescu        | Jim Carrey (The Mask)        | Theo Rose                       | Adrian Enache                       | Raffaella Carrà      |
| Nick NND                             | Samranchai Prungruen           | Elvis Presley                   | LMFAO                            | The Weather Girls                              | Misha Miller & Alex Velea    | Tom Jones                       | Montserrat Caballé & Concha Velasco | Pitbull & Kesha      |
| Oana Matache & Radu Siffredi         | Dua Lipa                       | Fuego                           | Esha Deol                        | Bobo Burlăcianu & Ada Milea                    | Beyoncé & Jay-Z              | Pink                            | Guns N' Roses                       | Cabaret "Two Ladies" |
|                                      |                                |                                 |                                  |                                                |                              |                                 |                                     |                      |
| Concurenți                           | Ediția 9                       | Ediția 10                       | Ediția 11                        | Ediția 12                                      | Ediția 13                    | Ediția 14                       | FINALA                              |                      |
| Alexandra Ungureanu & Keo            | Sabrina Carpenter              | Smiley                          | Björk                            | Ricky Martin                                   | ABBA                         | Lady Gaga & Bruno Mars          | Azucar Moreno                       |                      |
| Cristina Ciobănașu & Bianca Purcarea | Rednex                         | Madonna & Justin Timberlake     | Ava Max                          | Pepe                                           | Baby Lasagna                 | Liza Minnelli                   | The Greatest Showman                |                      |
| Doinița Oancea & Marian Capet        | Boney M.                       | Zdob și Zdub                    | Kaoma                            | Steve Martin                                   | O-Zone                       | Cristiana Răduță                | CRBL & Mihai Bendeac                |                      |
| Emy Alupei & Laila Hafiz             | Loredana Groza & Carmen Tănase | Eminem & Rihanna                | Nightwish                        | Nicki Minaj                                    | Jason Derulo & Michael Buble | Måneskin                        | Billie Eilish                       |                      |
| Ioana State & Tudor Ionescu          | PSY                            | Dalida                          | Connect-R                        | Funkytown                                      | AC/DC                        | Romica Puceanu                  | Marilyn Manson                      |                      |
| Mark Stam & Cristian Porcari         | Prince                         | Wang Rong Rollin                | Teddy Swims                      | Shakira                                        | Katy Perry                   | Michael Jackson                 | Radiohead                           |                      |
| Nick NND                             | Taraful de la Vărbilău         | Jim Carrey (Cable Guy)          | Hocus Pocus                      | Daler Mehndi                                   | Bonnie Tyler                 | Umberto Tozzi                   | The Jungle Book                     |                      |
| Oana Matache & Radu Siffredi         | Amy Winehouse                  | Kylie Minogue & Kermit the Frog | Andreea Marin & Sofia Vicoveanca | Jennfier Gray & Patrick Swayze (Dirty Dancing) | Britney Spears               | Adriano Celentano               | Shakespeares Sister                 |                      |

## Scor total
Legenda
Numere roșii indică concurentul care a obținut cel mai mic scor.
Numere verzi indică concurentul care a obținut cel mai mare scor.
     indică concurentul care a părăsit competiția.
     indică concurentul câștigător.
     indică concurentul de pe locul 2.
     indică concurentul de pe locul 3.
| Concurenți        | Cel mai mic scor inclusiv finala | Cel mai mare scor inclusiv finala | 1  | 2  | 3  | 4  | 5   | 6  | 7  | 8  | 9  | 10  | 11  | 12 | 13  | 14 | Public | locuri | Total (1-14) | Finala | Locuri |
| ----------------- | -------------------------------- | --------------------------------- | -- | -- | -- | -- | --- | -- | -- | -- | -- | --- | --- | -- | --- | -- | ------ | ------ | ------------ | ------ | ------ |
| Alexandra & Keo   | 25                               | 57                                | 43 | 33 | 36 | 38 | 30  | 50 | 25 | 57 | 48 | 30  | 45  | 33 | 28  | 30 | 366    | 7      | 892          | ―      | ―      |
| Cristina & Bianca | 35                               | 548                               | 48 | 45 | 46 | 51 | 41  | 35 | 44 | 36 | 39 | 46  | 38  | 59 | 152 | 38 | 442    | 3      | 1160         | 548    | 2      |
| Doinița & Capet   | 20                               | 60                                | 28 | 20 | 27 | 26 | 31  | 49 | 60 | 20 | 23 | 34  | 21  | 30 | 23  | 26 | 288    | 8      | 706          | ―      | ―      |
| Emy & Laila       | 25                               | 177                               | 34 | 66 | 43 | 38 | 32  | 30 | 33 | 31 | 25 | 46  | 177 | 38 | 52  | 36 | 316    | 5      | 997          | ―      | ―      |
| Ioana & Tudor     | 21                               | 507                               | 30 | 39 | 30 | 39 | 149 | 50 | 26 | 26 | 35 | 26  | 28  | 21 | 35  | 29 | 441    | 4      | 1004         | 507    | 3      |
| Mark & Cristian   | 22                               | 560                               | 41 | 43 | 43 | 22 | 160 | 32 | 48 | 51 | 53 | 43  | 35  | 32 | 54  | 74 | 476    | 2      | 1207         | 560    | 1      |
| Nick NND          | 21                               | 66                                | 50 | 34 | 41 | 40 | 33  | 21 | 33 | 49 | 53 | 24  | 45  | 66 | 23  | 31 | 402    | 6      | 945          | ―      | ―      |
| Oana & Radu       | 23                               | 504                               | 38 | 32 | 46 | 58 | 36  | 45 | 43 | 42 | 36 | 163 | 23  | 33 | 45  | -  | -      | 1      | -            | 504    | 4      |

Oana & Radu au câștigat duelul pe echipe și au intrat direct în finală. Aceștia nu au mai fost punctați în semifinală de juriu, concurenți sau public.